# Antiche unità di misura del circondario di Avezzano

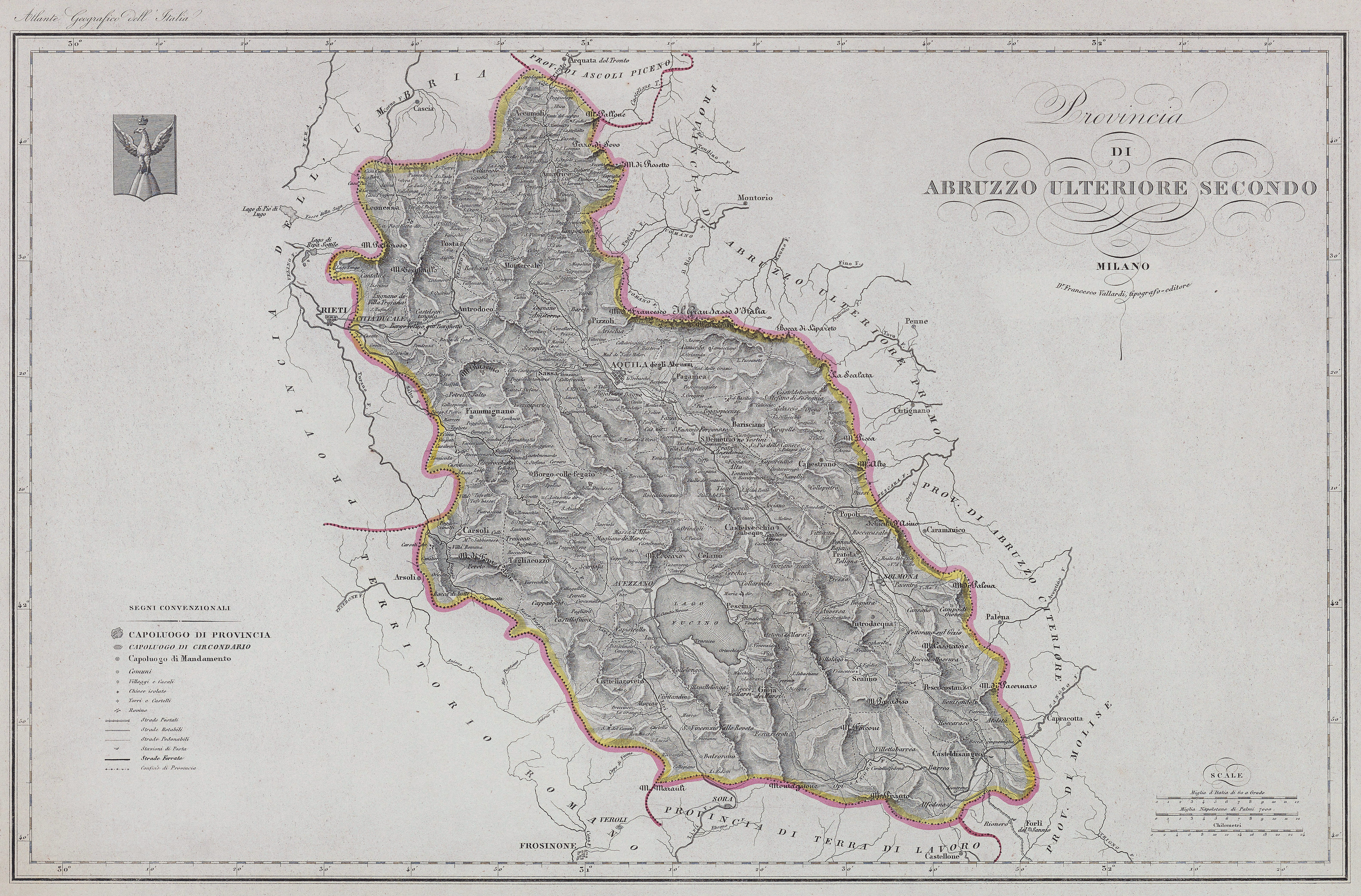
Abruzzo Ulteriore Secondo, 1868 circa

Sono qui riportate le conversioni tra le antiche unità di misura in uso nel circondario di Avezzano e il sistema metrico decimale, così come stabilite ufficialmente nel 1877; non si riportano le unità di misura e di peso stabilite con la riforma del 1840, rese uniformi nell'intero Regno di Napoli.
Nonostante l'apparente precisione nelle tavole, in molti casi è necessario considerare che i campioni utilizzati erano di fattura approssimativa o discordanti tra loro.

## Misure di lunghezza
Nel 1877, oltre alle unità ufficiali del 1840, sono indicate in uso alcune misure abusive.
| Comuni         | Denominazione | Valore   | Unità |
| -------------- | ------------- | -------- | ----- |
| Tutti i comuni | Passo         | 1,845690 | m     |
| Tutti i comuni | Palmo         | 0,263670 | m     |

Per le misure anteriori al 1840, il passo si divide in 7 palmi, il palmo in 12 once, l'oncia in 5 minuti.
8 palmi fanno una canna. 10 palmi fanno una pertica. 10 passi fanno una catena. 100 catene fanno il miglio.
Come base delle misure agrarie si usavano nei diversi comuni passi da terra di palmi 6, 7 2/3, 8, 8 3/4, 9, 10, 12, 14, 14 1/3, 16.

## Misure di superficie
Nel 1877, oltre alle unità ufficiali del 1840, sono indicate in uso alcune misure abusive.
| Comuni | Denominazione                                      | Valore   | Unità |
| --- | -------------------------------------------------- | -------- | ----- |
| Tutti i comuni | Palmo quadrato                                     | 0,069522 | m²    |
| Avezzano, Scurcola | Coppa di 100 passi quadrati di palmi 8 1/2 di lato | 502,30   | m²    |
| Capistrello | Coppa di 50 passi quadrati di palmi 10 di lato     | 347,61   | m²    |
| Magliano de' Marsi | Coppa di 100 passi quadrati di palmi 9 di lato     | 563,13   | m²    |
| Massa d'Albe | Coppa di 120 passi quadrati di palmi 9 di lato     | 675,75   | m²    |
| Massa d'Albe | Salma di 1440 passi quadrati di palmi 9 di lato    | 8109,03  | m²    |
| Collelongo | Coppa di 50 passi quadrati di palmi 7 2/3 di lato  | 204,32   | m²    |
| Luco, Trasacco | Trentale di 225 passi quadrati di palmi 8 di lato  | 1001,11  | m²    |
| Luco, Trasacco | Coppa di 100 passi quadrati di palmi 12 di lato    | 1001,11  | m²    |
| Celano | Coppa di 130 passi quadrati di palmi 8 di lato     | 578,42   | m²    |
| Villavallelonga, Cocullo, Canistro, Civitella Roveto                                                                        | Tomolo di 200 passi quadrati di palmi 8 di lato    | 889,88   | m²    |
| Villavallelonga, Cocullo, Canistro, Civitella Roveto                                                                        | Coppa di 50 passi quadrati di palmi 16 di lato     | 889,88   | m²    |
| Ovindoli | Coppa di 108 passi quadrati di palmi 8 di lato     | 480,54   | m²    |
| Bisegna, Cerchio, Pescina, Collarmele, Celano, Ortona de' Marsi, Gioia dei Marsi, Lecce nei Marsi, Ortucchio, Castellafiume | Coppa di 100 passi quadrati di palmi 8 di lato     | 444,94   | m²    |
| Opi, Pescasseroli | Tomolo di 800 passi quadrati di palmi 6 di lato    | 2002,23  | m²    |
| Balsorano | Coppa di 50 passi quadrati di palmi 14 1/3 di lato | 714,14   | m²    |
| Carsoli, Pereto | Coppa di 200 passi quadrati di palmi 10 di lato    | 1390,44  | m²    |
| Civita d'Antino, Morino, San Vincenzo Valle Roveto                                                                          | Coppa di 50 passi quadrati di palmi 14 di lato     | 681,31   | m²    |
| Cappadocia | Coppa di 100 passi quadrati di palmi 8 3/4 di lato | 532,28   | m²    |
| Aielli | Coppa di 700 passi quadrati di palmi 8 3/4 di lato | 3725,94  | m²    |

La canna quadrata prima del 1840 era di soli 64 palmi quadrati.

## Misure di volume
Nel 1877, oltre alle unità ufficiali del 1840, sono indicate in uso alcune misure abusive.
| Comuni         | Denominazione | Valore | Unità |
| -------------- | ------------- | ------ | ----- |
| Tutti i comuni | Palmo cubo    | 18,331 | L     |

Secondo l'uso anteriore al 1840 mille palmi cubi fanno una pertica cuba, e 512 palmi cubi fanno la canna cuba.
La canna di costumanza per le fabbriche equivale ad un quarto di canna abusiva cuba.
La canna per la legna da fuoco di 256 palmi cubi abusivi equivale a mezza canna abusiva cuba.
Palmi cubi abusivi 9 1/3 fanno la soma per l'arena che si divide in 7 cofani.

## Misure di capacità per gli aridi
Nel 1877, oltre alle unità ufficiali del 1840, sono indicate in uso alcune misure abusive.
| Comuni         | Denominazione | Valore  | Unità |
| -------------- | ------------- | ------- | ----- |
| Tutti i comuni | Tomolo        | 55,3189 | L     |

Il tomolo, tanto prima che dopo il 1840, si divide in 24 misure.

## Misure di capacità per i liquidi
Nel 1877, oltre alle unità ufficiali del 1840, sono indicate in uso alcune misure abusive.
| Comuni                                     | Denominazione          | Valore   | Unità |
| ------------------------------------------ | ---------------------- | -------- | ----- |
| Avezzano, Massa d'Albe, Magliano de' Marsi | Salma di 140 fogliette | 125,0052 | L     |
| Avezzano, Massa d'Albe, Magliano de' Marsi | Foglietta di un rotolo | 0,892894 | L     |
| Pereto                                     | Barile di 48 fogliette | 51,4307  | L     |
| Pereto                                     | Foglietta di 40 once   | 1,071473 | L     |
| Capistrello, Lecce nei Marsi               | Salma di 160 fogliette | 154,2921 | L     |
| Capistrello, Lecce nei Marsi               | Foglietta di 36 once   | 0,964326 | L     |
| Aielli, Celano, Cerchio                    | Salma di 160 fogliette | 120,0050 | L     |
| Aielli, Celano, Cerchio                    | Foglietta di 28 once   | 0,750031 | L     |
| Luco                                       | Barile di 70 caraffe   | 62,5026  | L     |
| Luco                                       | Caraffa di un rotolo   | 0,892894 | L     |
| Tagliacozzo                                | Salma di 384 caraffe   | 226,2951 | L     |
| Tagliacozzo                                | Caraffa di 22 once     | 0,589310 | L     |
| Ovindoli, Ortona de' Marsi, Pescina        | Salma di 160 fogliette | 102,8614 | L     |
| Ovindoli, Ortona de' Marsi, Pescina        | Foglietta di 24 once   | 0,642884 | L     |
| Civita d'Antino                            | Barile di 32 fogliette | 29,1441  | L     |
| Civita d'Antino                            | Foglietta di 34 once   | 0,910752 | L     |
| Cocullo                                    | Barile di 60 caraffe   | 38,5730  | L     |
| Cocullo                                    | Caraffa di 24 once     | 0,642884 | L     |
| Collarmele                                 | Soma di 160 caraffe    | 115,7191 | L     |
| Collarmele                                 | Caraffa di 27 once     | 0,723244 | L     |
| Balsorano                                  | Barile di 40 pinte     | 35,7158  | L     |
| Balsorano                                  | Pinta di un rotolo     | 0,892894 | L     |
| Gioia dei Marsi                            | Soma di 264 caraffe    | 169,7213 | L     |
| Gioia dei Marsi                            | Caraffa di 24 once     | 0,642884 | L     |
| Canistro, Civitella Roveto                 | Barile di 32 fogliette | 38,5730  | L     |
| Canistro, Civitella Roveto                 | Foglietta di 45 once   | 1,205407 | L     |
| Opi                                        | Barile di 60 caraffe   | 53,5737  | L     |
| Opi                                        | Caraffa di un rotolo   | 0,892894 | L     |
| Cappadocia                                 | Salma di 200 fogliette | 115,1834 | L     |
| Cappadocia                                 | Foglietta once 21 1/2  | 0,575917 | L     |
| Ortucchio                                  | Soma di 160 caraffe    | 128,5768 | L     |
| Ortucchio                                  | Caraffa di 30 once     | 0,803605 | L     |
| San Vincenzo Valle Roveto                  | Barile di 32 fogliette | 40,2874  | L     |
| San Vincenzo Valle Roveto                  | Foglietta di 47 once   | 1,258981 | L     |
| Pescasseroli                               | Barile di 60 caraffe   | 57,8596  | L     |
| Pescasseroli                               | Caraffa di 36 once     | 0,964326 | L     |
| Collelongo, Trasacco                       | Salma di 160 fogliette | 141,4345 | L     |
| Collelongo, Trasacco                       | Foglietta di 33 once   | 0,883965 | L     |
| Castellafiume                              | Coppa di 35 fogliette  | 30,9388  | L     |
| Castellafiume                              | Foglietta di 33 once   | 0,883965 | L     |
| Sante Marie                                | Foglietta di 18 once   | 0,482163 | L     |
| Bisegna, Villavallelonga                   | Caraffa di 33 once     | 0,883965 | L     |
| Scurcola                                   | Foglietta di 36 once   | 0,964326 | L     |
| Morino                                     | Foglietta di 54 once   | 1,446489 | L     |

I pesi indicati perle misure del vino sono quelli del volume di acqua distillata che dovevano contenere, e non servono che di nomenclatura distintiva.
| Comuni | Denominazione                              | Valore   | Unità |
| --- | ------------------------------------------ | -------- | ----- |
| Avezzano, Canistro, Civitella Roveto, Tagliacozzo | Coppa o litra di rotoli 3,6 = 3,208 kg     | 3,512113 | L     |
| Capistrello, Aielli, Celano, Magliano de' Marsi, Collarmele, Ortona de Marsi, Pescina, Ortucchio, Civita d'Antino, Cappadocia, San Vincenzo Valle Roveto, Morino, Castellafiume | Cannata o metro di rotoli 21,6 = 19,246 kg | 21,0727  | L     |
| Villavallelonga | Litra di rotoli 0,42 = 0,374 kg            | 0,409747 | L     |
| Ovindoli, Gioia dei Marsi | Caraffa di rotoli 0,72 = 0,642 kg          | 0,702423 | L     |
| Pescasseroli, Lecce nei Marsi | Caraffa di rotoli 1,08 = 0,962 kg          | 1,053634 | L     |
| Carsoli | Metro o cannata di rotoli 22 = 19,602 kg   | 21,4629  | L     |
| Balsorano | Caraffa di rotoli 0,90 = 0,802 kg          | 0,878028 | L     |
| Bisegna, Collelongo | Caraffa di rotoli 0,99 = 0,882 kg          | 0,965831 | L     |
| Sante Marie | Foglietta di rotoli 0,54 = 0,481 kg        | 0,526817 | L     |

I pesi indicati per le misure dell'olio sono quelli del volume di olio che devo in esso contenersi, giacché nel sistema metrico napoletano l'olio si misurava a peso e non a capacità.

## Pesi
| Comuni         | Denominazione | Valore  | Unità |
| -------------- | ------------- | ------- | ----- |
| Tutti i comuni | Rotolo        | 890,997 | g     |
| Tutti i comuni | Libbra        | 320,759 | g     |

Secondo la legge del 1840 cento rotoli fanno un cantaro; il rotolo è di once 33 1/3 e si divide in 1000 trappesi.
La libbra si divide in 12 once, l'oncia in 30 trappesi.
Secondo l'uso anteriore alla legge del 1840 cento libbre fanno un cantaro piccolo.
Secondo la varietà dei luoghi e delle merci si usano pure rotoli di Once 30, 36, 39, 42, 44, 48, 52 e 56.
Gli orefici dividono l'oncia in 130 carati, il carato in 4 grani, il grano in 16 sedicesimi.
I farmacisti dividono l'oncia in 10 dramme, la dramma in 3 scrupoli, lo scrupolo in 2 oboli, l'obolo in 10 acini o grani.
Dramme 1 1/2 formano il peso aureo.
40 rotoli fanno un peso per la calce.
4 rotoli fanno una decina, peso della lana.

## Territorio
Nel 1874 nel circondario di Avezzano erano presenti 35 comuni divisi in 8 mandamenti.
- Avezzano • Avezzano, Capistrello, Magliano de' Marsi, Massa d'Albe, Scurcola
- Carsoli • Carsoli, Pereto
- Celano • Aielli, Celano, Ovindoli
- Civitella Roveto • Balsorano, Canistro, Civita d'Antino, Civitella Roveto, Morino, San Vincenzo Valle Roveto
- Gioia dei Marsi • Gioia dei Marsi, Lecce nei Marsi, Opi, Ortucchio, Pescasseroli
- Pescina • Bisegna, Cerchio, Cocullo, Collarmele, Ortona dei Marsi, Pescina
- Tagliacozzo • Cappadocia, Castellafiume, Sante Marie, Tagliacozzo
- Trasacco • Collelongo, Luco dei Marsi, Trasacco, Villavallelonga